# Ali Mirza Kadjar
Soltan Ali Mirza Kadjar, né le 15 novembre 1929 à Beyrouth et mort le 27 mai 2011 à Villejuif, est un prince de la dynastie Kadjar, petit-fils de Mohammad Ali Chah.
Il est l'auteur des Rois oubliés (avec Sylvie Dervin), paru en 1992.